# Moyen-Comoé

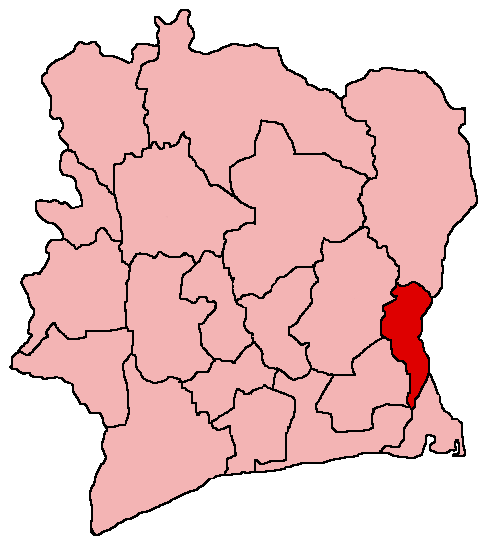
Poloha regionu Moyen-Comoé na mapě Pobřeží slonoviny

Moyen-Comoé je území na jihovýchodě Pobřeží slonoviny. Jeho rozloha činí 6 900 km², v roce 2002 zde žilo 488 200 obyvatel. Správním střediskem regionu je Abengourou.
Až do roku 2011 byl jedním z 19 regionů, ze kterých sestával stát Pobřeží slonoviny a které představovaly nejvyšší územně-správní celky. V roce 2011 vznikl sloučením tohoto regionu s regionem Moyen-Comoé distrikt Comoé. Území Moyen-Comoé je od roku 2011 regionem Indénié-Djuablin, který se dělí do 3 departementů (Abengourou, Agnibilékrou a Bettié).